# Segões
Segões is een plaats (freguesia) in de Portugese gemeente Moimenta da Beira en telt 114 inwoners (2001).